# Chiesa di Santo Stefano (Cividate Camuno)

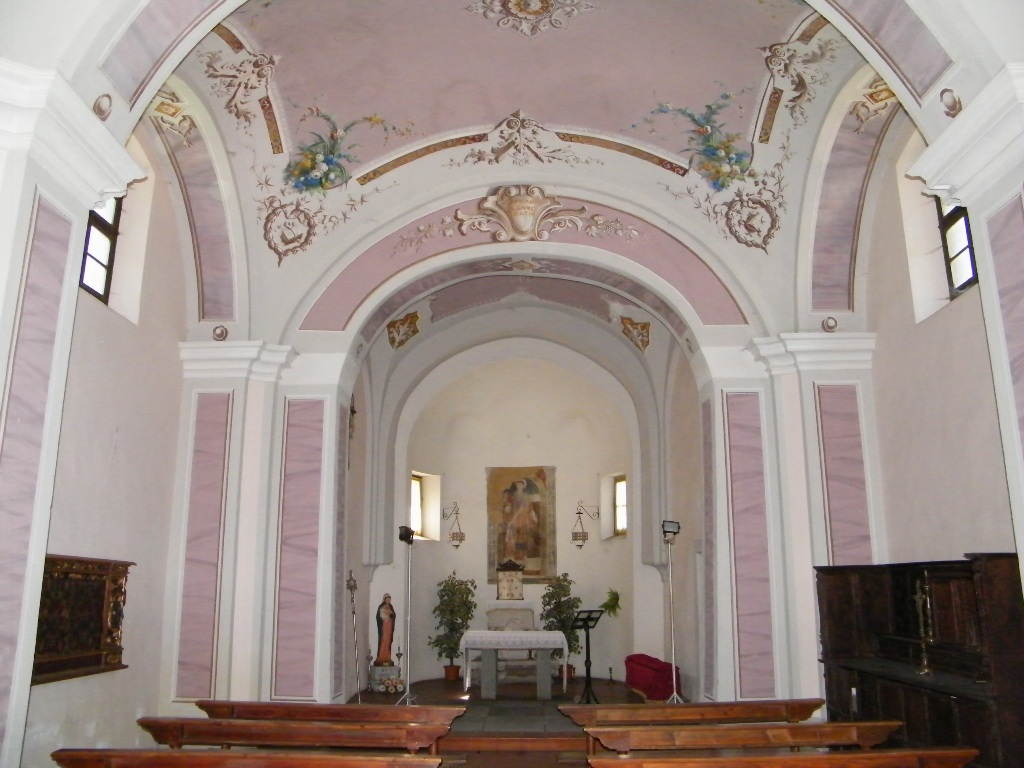
Interno della Chiesa S Stefano di Cividate Camuno

La chiesa di Santo Stefano si trova nel territorio del comune di Cividate Camuno, in Val Camonica, provincia di Brescia.

## Storia e descrizione
La chiesetta, di modeste dimensioni, sorge sulla cima dell'omonima rupe, dalla quale si domina l'intero abitato. La sua fondazione conserva ancora tracce di muratura altomedievale con ciottoli e calce, ai quali si aggiungono le parti romaniche (monofore e campanile) e quattrocentesche fino alle ultime modifiche avvenute nel settecento, come la scalinata d'ingresso, l'allungamento verso ovest della struttura e l'apice del campanile "a cipolla".
All'interno vi sono tracce d'affresco attribuite a Giovanni Pietro da Cemmo o alla sua scuola, databile agli ultimi decenni del XV secolo. Nella sacrestia sono invece presenti ex voto con Madonna, bambino, santo intercessore e donna implorante.
Nel 1989 un intervento di restauro ha coperto le pareti che in origine erano in pietra a vista, così come il pavimento che ha sostituito quello precedente in cotto.
Il ritrovamento di suppellettili in scavi effettuati intorno alla chiesa fa ritenere che la zona fosse precedentemente adibita ad abitazione. Le fondamenta sono probabilmente databili al periodo carolingio. Nei pressi della rupe di santo Stefano è attualmente sotto analisi in possibile Capitolium della città romana di Cividate Camuno.